# Oostenrijks Open 2010

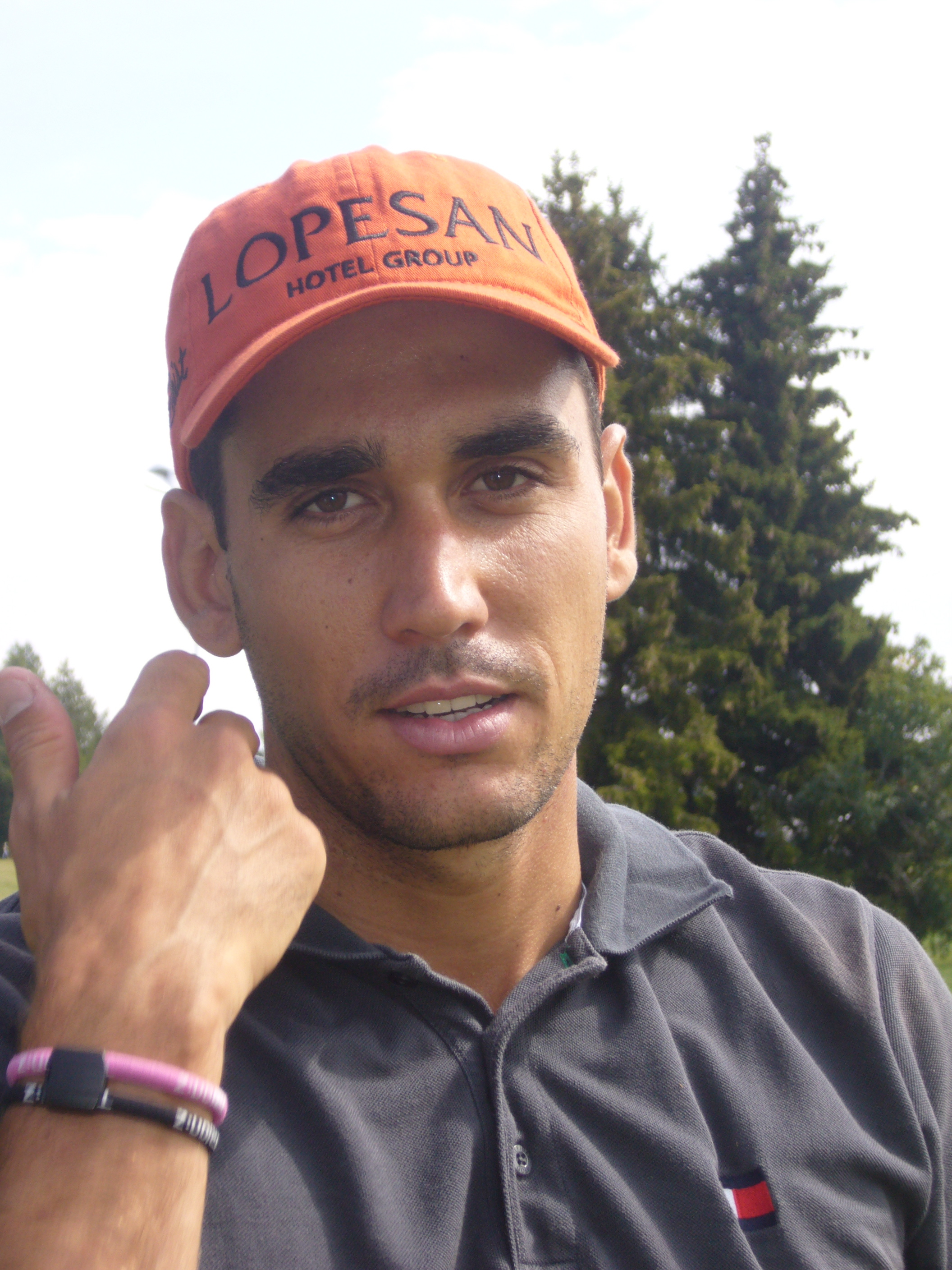
Titelhouder Rafael Cabrera Bello.

Het Oostenrijks Open van 2010 zou van 16 - 19 september worden gespeeld op de Fontana Golf Club bij Wenen maar men koos uiteindelijk voor de Diamond Country Club, ook bij Wenen. Het toernooi heet nu het Austrian Golf Open presented by Botarin. Het prijzengeld is gezakt van € 1.000.000 naar € 750.000 en daarmee behoort het tot de kleinere toernooien van de Europese PGA Tour. Ter vergelijk, het KLM Open heeft € 1.800.000 aan prijzengeld.

## De baan
De baan van de Diamond Country Club is een ontwerp van Jeremy Pern, voormalig bestuurslid van de British Institute of Golf Course Architects. Hij heeft al een aantal bekende banen op zijn naam staat zoals Wantzenau en Toulouse-Seith. De baan werd in 2002 geopend. Er is veel water, en er zijn eilandgreens op hole 11 en hole 15.

## Verslag
Omdat het prijzengeld nog minder was geworden besloten veel spelers van de hogere categorieën deze week vrij te nemen. Ook Robert-Jan Derksen en Maarten Lafeber trokken zich terug. Zo kwamen ook spelers van lagere categorieën weer eens aan de beurt. Het spelersveld werd zelfs aangevuld met 32 spelers uit categorie 16, dat zijn spelers van de Europese Challenge Tour. Dit is de stand van het weekend voor het toernooi.

Graeme McDowell had net een paar weken vrij genomen en wilde deze week warmdraaien voor de Ryder Cup die op 1 oktober van start ging.

#### Ronde 1
Het scoreboard staat vol goede scores, vijftig spelers staat onder par. Coetzee maakte acht birdies en een bogey en ging met -7 aan de leiding. Het toernooi is belangrijk voor hem want hij staat nummer 142 op de Race To Dubai. Als hij deze week in de top 2 eindigt verzekert hij zich van zijn speelrecht voor 2011. Lara staat nummer 172, die zou het toernooi moeten winnen om volgend jaar weer op de Tour te spelen.

#### Ronde 2
Shiv Kapur maakte -6 en steeg 70 plaatsen. Alastair Forsyth maakte vier birdies en een eagle in de eerste vijf holes en stond -7 na negen holes. Uiteindelijk daarna maakte hij nog 3 bogeys.
Nieuwe leider vandaag werd Engelsman John Parry, die -5 maakte en daarmee op -8 kwam. De vijfde plaats wordt gedeeld door Jarmo Sandelin, Danny Willett, Clodomiro Carranza, Raphaël Jacquelin en Philip Golding. Colsaerts miste de cut met één slag.

#### Ronde 3
De beste Oostenrijker na de derde ronde is de 15-jarige Europees kampioen, amateur Matthias Schwab, die met -8 op een gedeeld 9de plaats staat. David Lynn speelde het toernooirecord en deelt nu de leiding met Danny Willett.

#### Ronde 4
De laatste ronde is geëindigd in een play-off tussen José Manuel Lara en David Lynn, die met zijn afslag in de rough kwam en toen niet met zijn tweede slag naar de green kon gaan. Lara daarentegen kwam met een ijzer 6 midden op de green en won de hole en daarmee het toernooi. Hij heeft hiermee ook genoeg verdiend om zijn spelerskaart voor 2011 zeker te stellen.
- Live leaderboard

| Eindstand | Naam                      | R1 | Score | Nr   | R2 | Score | Totaal | Nr  | R3 | Score | Totaal | Nr  | R4 | Score | Totaal |
| --------- | ------------------------- | -- | ----- | ---- | -- | ----- | ------ | --- | -- | ----- | ------ | --- | -- | ----- | ------ |
| 1         | José Manuel Lara          | 66 | -6    | T2   | 71 | -1    | -7     | T2  | 79 | -2    | -9     | 8   | 64 | -8    | -17    |
| 2         | David Lynn                | 68 | -4    | T5   | 71 | -1    | -5     | T10 | 64 | -8    | -13    | T1  | 68 | -4    | -17    |
| T3        | Graeme McDowell           | 69 | -3    | T10  | 68 | -4    | -7     | T2  | 68 | -4    | -11    | T3  | 69 | -3    | -14    |
| T3        | Danny Willett             | 69 | -3    | T10  | 69 | -3    | -6     | T7  | 65 | -7    | -13    | T1  | 71 | -1    | -14    |
| T3        | Alexander Norén           | 69 | -3    | T10  | 70 | -2    | -5     | T10 | 67 | -5    | -10    | T6  | 68 | -4    | -14    |
| T6        | Chris Gane                | 69 | -3    | T10  | 70 | -2    | -5     | T10 | 66 | -6    | -11    | T3  | 70 | -2    | -13    |
| T6        | Damien McGrane            | 67 | -5    | 4    | 76 | +4    | -1     | T40 | 67 | -5    | -6     | T16 | 65 | -7    | -13    |
| T11       | Pelle Edberg              | 69 | -3    | T10  | 68 | -4    | -7     | T2  | 68 | -4    | -11    | T3  | 73 | +1    | -10    |
| T15       | Gonzalo Fernández-Castaño | 68 | -4    | T5   | 72 | par   | -4     | T17 | 70 | -2    | -6     | T16 | 69 | -3    | -9     |
| T15       | Terry Pilkadaris          | 66 | -6    | T2   | 75 | +3    | -3     | T21 | 71 | -1    | -4     | T29 | 67 | -5    | -9     |
| T20       | John Parry                | 69 | -3    | T10  | 67 | -5    | -8     | 1   | 72 | par   | -8     | T9  | 72 | par   | -8     |
| T26       | George Coetzee            | 65 | -7    | 1    | 76 | +4    | -3     | T21 | 69 | -3    | -6     | T16 | 72 | par   | -6     |
| T32       | Jarmo Sandelin            | 68 | -4    | T5   | 70 | -2    | -6     | T5  | 74 | +2    | -4     | T29 | 71 | -1    | -5     |
| T36       | Javi Colomo               | 68 | -4    | T5   | 75 | +3    | -1     | T40 | 68 | -4    | -5     | T23 | 73 | +1    | -4     |
| MC        | Nicolas Colsaerts         | 77 | +5    | T119 | 69 | -3    | +2     |     |    |       |        |     |    |       |        |

## De Spelers
| - Phillip Archer - Jesus Maria Arruti - Johan Axgren - HP Bacher - Joakim Backström - Peter Baker - Benn Barham - Sion E. Bebb - Kevin Berger - Petter Bocian - André Bossert - Michiel Bothma - Markus Brier (2006) - Kalle Brink - Mark Brown - Alessio Bruschi - Niklas Bruzelius - Andrew Butterfield - Emanuele Canonica - Clodomiro Carranza - Gary Clark - Luis Claverie - George Coetzee - Robert Coles - Javi Colomo - Nicolas Colsaerts - Andrew Coltart - Marco Crespi - Adilson Da Silva - François Delamontagne - David Dixon - Scott Drummond - David Drysdale - Paul Eales - Jamie Elson - Klas Eriksson - Martin Erlandsson | - Gonzalo Fernández-Castaño - Kenneth Ferrie - Oliver Fisher - Alastair Forsyth - Florian Fritsch - Chris Gane - Jordi Garcia - Matiaz Gojcic - Phil Golding - Jean-Baptiste Gonnet - Tano Goya - Richard Green (2007) - Stephan Gross Jr. - Julien Guerrier - Mark F Haastrup - Birgir Hafthorsson - Todd Hamilton - Thomas Haylock - Benjamin Hebert - Scott Hend - Oskar Henningsson - Andreas Högberg - Keith Horne - Sam Hutsby - Mikko Ilonen - Raphaël Jacquelin - Steven Jeppesen - Miguel Ángel Jiménez - Eirik Tage Johansen - Søren Juul - Shiv Kapur - Max Kramer - Rick Kulacz - Dennis Küpper - José Manuel Lara - Peter Lawrie - Simon Lilly | - José-Filipe Lima - Jamie Little - Sam Little - Gary Lockerbie - Michaël Lorenzo-Vera - Jean-François Lucquin - Santiago Luna - David Lynn - Andrea Maestroni - Andrew Marshall - Stanislav Matus - Andrew McArthur - Graeme McDowell - Damien McGrane - James McLean - Ally Mellor - Gregory Molteni - Gary Murphy - Åke Nilsson - Alexander Norén - Henrik Nyström - Steven O'Hara - Fredrik Ohlsson - Steen Ottosen - John Parry - Terry Pilkadaris - Julien Quesne - Manuel Quiros - Joakim Rask - Robert Rock - Carlos Rodiles - James Ruebotham - Marco Ruiz - Jarmo Sandelin - Raimo Sjöberg - Patrik Sjöland - Anders Sjöstrand | - Marco Soffietti - Carl Suneson - Steve Surry - Andrew Tampion - Simon Thornton - Miles Tunnicliff - Daniel Vancsik - Daniel Wardrop - Marc Warren - Leif Westerberg - Oliver Whiteley - Fredrik Widmark - Martin Wiegele - Danny Willett Sponsors uitnodiging - Kevin Berger - Matjaz Gojcic - Pablo Larrazábal - Stanislav Matus - Jason Palmer - Sven Strüver Nationale Order of Merit - Leo Asti - Jurgen Maurer - Michael A Moser - Christoph Pfau - Uli Weinhandl Amateurs - Chen Xiao Duan - Robin Goger - Alex Kleszcz - Lukas Nemecz - Benjamin Palanszki - Matthias Schwab |